# Cut the Rope
Cut the Rope ist ein Puzzle-Videospiel für eine Reihe von Plattformen und Geräten. Das Spiel und seine Fortsetzungen Cut the Rope: Experiments, Cut the Rope: Time Travel, Cut the Rope 2, My Om nom, Cut the Rope magic, Cut the Rope Experiments und Cut the Rope: Holiday Gift wurden von dem russischen Spielentwickler ZeptoLab entwickelt.
Das Spiel gehört zu den meistverkauften Apps. Cut the Rope wurde mehr als 100 Millionen Mal seit seiner Veröffentlichung heruntergeladen.

## Spielprinzip
Bei Cut the Rope geht es darum, ein grünes Tier namens „Om Nom“ (aus dem Amerikanischen, umgangssprachlich für Krümelmonster) in einem Karton mit Süßigkeiten zu füttern. Die Süßigkeit hängt an einem Seil, das mit Hilfe des Fingers oder der Maus durchgeschnitten werden kann, um es in den Mund von Om Nom  zu befördern. Auf dem Weg zum Mund muss der Spieler mit der Süßigkeit drei Sterne einsammeln. Der Weg in den Mund wird durch verschiedene Objekte wie zum Beispiel Laser, Luftblasen oder Luftballons (werden als Blasebälge verwendet) erschwert. In verschiedenen Boxen werden neue Objekte in das Spiel eingebracht.
Um den Süßigkeitenberg zu erreichen, müssen alle Boxen bewältigt werden. Der Abschluss jedes Levels wird mit bis zu drei Sternen und einer Punktzahl (abhängig von der Anzahl eingesammelter Sterne und der benötigten Zeit) belohnt. Um vier Sterne zu erreichen, müssen Superkräfte per In-App-Kauf dazugekauft werden. Das Spiel unterstützt Apples Game Center sowie Google Play Spiele für Ranglisten und Erfolge.

## Veröffentlichungen
Cut the Rope wurde zuerst 2010 für iOS veröffentlicht. Im Spiel gibt es 15 Boxen mit jeweils 25 Levels. Im Webbrowser gibt es nur drei Boxen mit jeweils neun Levels. Im August 2011 erschien Cut the Rope: Experiments mit zusätzlichen Spielinhalten. Am 12. April 2013 wurde Cut the Rope: Time Travel angekündigt. Das Spiel erschien am 18. April 2013 für Apple iOS und Android.

### Nachfolger
Mitte September 2013 wurde mit Cut the Rope 2 ein offizieller Nachfolger angekündigt. Das Spiel erschien am 19. Dezember 2013 für iOS.

## Auszeichnungen
- 4Players Award 2010: Bestes iPhone/iPad-Spiel
- Best App Ever Awards 2010: Bestes Puzzlespiel
- BAFTA Awards 2011: Bestes mobiles Spiel
- Pocket Gamer Awards 2011: Innovativstes Spiel
- Pocket Gamer Awards 2011: Bestes Gelegenheits-/Puzzlespiel
- WWDC Apple Design Awards 2011
- Game Developers Choice Awards 2011: Bestes mobiles Spiel

## Nommies
Im Jahre 2012 hat die Firma Vivid Toy Group Ltd. eine Figurensammlungsserie namens „Nommies“ (auf den Namen Om Nom entlehnt) herausgegeben. Diese waren Cut the Rope entlehnt. Zu den Figuren gab es auch eine Cut the Rope Spezial-Version.